# Lorius albidinucha
Il lori nucabianca (Lorius albidinucha) è un uccello della famiglia degli Psittaculidi, endemico di Papua Nuova Guinea.